# Marsdenia leptophylla
Marsdenia leptophylla är en oleanderväxtart som beskrevs av Ferdinand von Mueller och George Bentham. Marsdenia leptophylla ingår i släktet Marsdenia och familjen oleanderväxter. Inga underarter finns listade i Catalogue of Life.